# Gornozavodsk, Sachalin oblast
Gornozavodsk (ryska Горнозаводск, japanska 内幌町, Naihoro) är en ort i Sachalin oblast i Ryssland. Den ligger på sydvästra Sachalin. Folkmängden uppgår till cirka 4 000 invånare.

## Historia
Orten grundades 1905, när södra delen av Sachalin tillhörde Japan. Vid slutet av det andra världskriget återtog Sovjet området.
Stadsrättigheter erhölls 1947. När kolbrytningen I området upphörde i slutet av 1990-talet minskade befolkningen. Gornozavodsk ses inte längre som en stad (2004).